# Norfolcioconch iota
Norfolcioconch iota é uma espécie de gastrópode  da família Charopidae.
É endémica de Ilha Norfolk.